# 17698 Racheldavis
17698 Racheldavis este un asteroid din centura principală de asteroizi.

## Descriere
17698 Racheldavis este un asteroid din centura principală de asteroizi. A fost descoperit pe 10 martie 1997 la Socorro, New Mexico, în cadrul proiectului LINEAR. Asteroidul prezintă o orbită caracterizată de o semiaxă mare de 3,12 ua, o excentricitate de 0,05 și o înclinație de 11,2° în raport cu ecliptica.